# 巴拉那州特雷斯巴拉斯
巴拉那州特雷斯巴拉斯（葡萄牙語：Três Barras do Paraná）是巴西巴拉那州的一个市镇。总面积504.172平方公里，总人口12073人，人口密度23.9人/平方公里。